# Calceranica al Lago
Calceranica al Lago är en ort och kommun i provinsen Trento i regionen Trentino-Sydtyrolen i Italien. Kommunen hade 1 358 invånare (2018).